# Битва при Острово
Битва при Острово — битва, що відбулась 1041 року поблизу міста Острово (сучасна північна частина Греції).
1040 року Петро II Делян очолив болгарське повстання проти Візантійської імперії і був проголошений царем Болгарії. Він швидко захопив західні балканські землі від Белграда до Лариси, але наступного року його зрадив двоюрідний брат Алусіан, який дезертував з армії і засліпив Петра. Будучи засліпленим, Петро все ж зустрів візантійські війська поблизу Острово.
Щодо перебігу битви дані не збереглись, проте відомо, що болгари зазнали поразки, в чому головну роль відіграла варязька гвардія візантійського імператора. Доля очільника болгар також невідома; можливо він загинув у бою.
У результаті повстання було придушене. Після цього Болгарія перебувала у підпорядкуванні Візантійської імперії до 1185 року.